# Аман (Библия)
Ама́н (евр. Хаман, Гаман; др.-евр. הָמָן‬) — персонаж Ветхого Завета, потомок царя амалекитян Агаша, сын персидского сановника Ама́дафа Агага. Из ненависти к еврею Мордехаю, единственному при дворе, кто был освобождён от обязанности падать ниц перед царём, Аман решил уничтожить всех евреев, «народ Мордехая» (Есф. 3:6). Аман связан с еврейским праздником Пурим.
Согласно библейскому повествованию, Мордехай был из потомков Киса, отца первого еврейского царя Саула (I Сам. 9:1-2; Есф. 2:5) из колена Вениамина, и поэтому считал унизительным воздавать почести потомку Агага, который был врагом Саула. Первый еврейский царь проявил милосердие к Агагу (I Сам. 15:9), но потомки последнего являлись не только личными врагами Мордехая, но и непримиримыми врагами евреев (Есф. 3:10; 8:1; 9:10), которых они желали уничтожить (Есф. 7:10; 9:6—10, ср. Исх. 117:8—16; Втор. 25:17—19). Есфирь узнала от Мордехая о готовящемся истреблении еврейского народа и открыла персидскому царю Ахашверошу замысел Амана. Царь отдал приказ повесить Амана и его сыновей. В память об этом чудесном спасении еврейского народа в еврейской традиции был учреждён праздник Пурим.
Предполагается, имя Хаман произошло от имени высшего эламского божества Хумбана, имя Мордехай — от имени вавилонского бога Мардука, а имя Есфирь (на иврите — Эстер) — от имени богини Иштар (Эштар). В этом случае данный библейский рассказ имеет мифологическое происхождение.

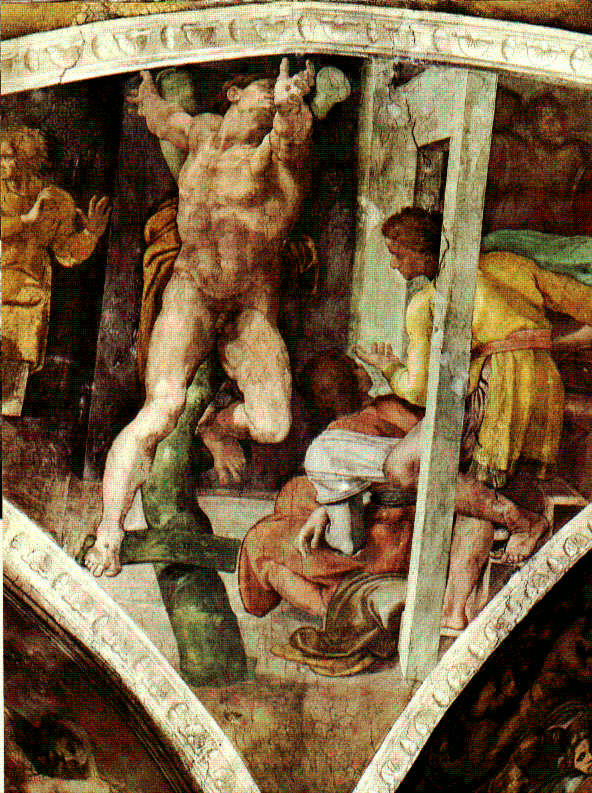
Наказание Амана, художник Микеланджело, Сикстинская капелла

Септуагинта и в апокрифические «Добавления к книге Эстер» обозначение Амана в качестве потомка Агага заменяют на «македонец». «Добавления» утверждают, что в намерения Амана входило передать персидское царство в руки македонян.
Аггада (Эстер Рабба 9:2) повествует, как разные деревья, слышавшиеся на свои достоинства, оспаривали одно у другого право стать для Амана виселицей. Для этой задачи был выбран терновый куст, потому что он не имел никаких достоинств. В еврейской традиции Аман и некоторые его сыновья выступают в качестве архетипических врагов Израиля. В Пурим во ходе публичного чтения в синагоге Книги Эстер (по свитку) принято заглушать имя Амана громким шумом трещоток.
Согласно Корану, Аман был одним из главных советников фараона Фирауна, который построил ему башню, откуда фараон собирался подняться к Богу Мусы (Моисея). Некоторые суры Корана упоминают Амана вместе с Фирауном и другим врагом Мусы, Каруном.
Аман стал персонажем ряда литературных и музыкальных произведений, посвящённых Эсфири. В частности, это трагедия Жана Расина «Эсфирь» (1689).